# Drosophila unipectinata
Drosophila unipectinata är en tvåvingeart som beskrevs av Oswald Duda 1924. Drosophila unipectinata ingår i släktet Drosophila och familjen daggflugor.
Artens utbredningsområde är Taiwan.